# Museo de Sitio Mina de Acosta
El Museo de Sitio Mina de Acosta es un museo dedicado a la historia de la minería ubicado en el Mineral del Monte, en el estado de Hidalgo (México). El Archivo Histórico y Museo de Minería de Pachuca  maneja este museo y también el Museo de Medicina Laboral, y el Museo de Sitio y Centro de Interpretación Mina La Dificultad.

## Historia

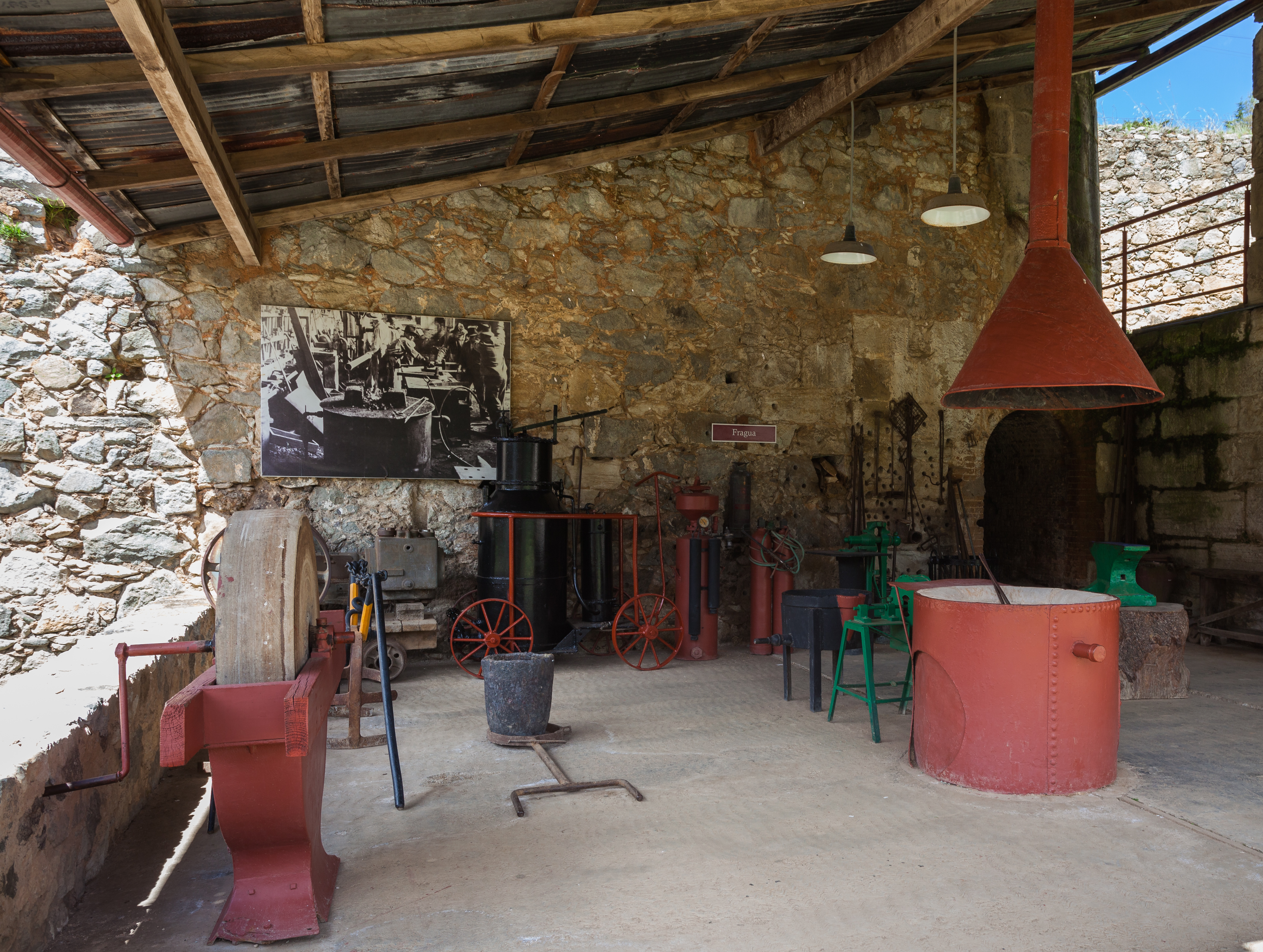
Equipo minero en exhibición.

La mina es un yacimiento del cual se extraían plata, oro y plomo desde la época prehispánica. Inicio sus actividades en 1717; durante la Nueva España, en el siglo XVII, en la mina se extrajo plata y oro. El yacimiento cayó en una etapa de decadencia en 1810, con la Independencia de México.
Para 1824 llegaron los mineros ingleses de Cornualles a explotar esta y otras minas, en 1849 la empresa británica quiebra y pasa a ser parte de la Compañía Real del Monte y Pachuca. Esta mina sería explotada hasta el año de 1985. En 1998 un grupo de investigadores interesados en la minería, se dieron a la tarea de montar los elementos necesarios para convertirla en un museo. El museo se inauguró el 22 de junio de 2001.

## Características

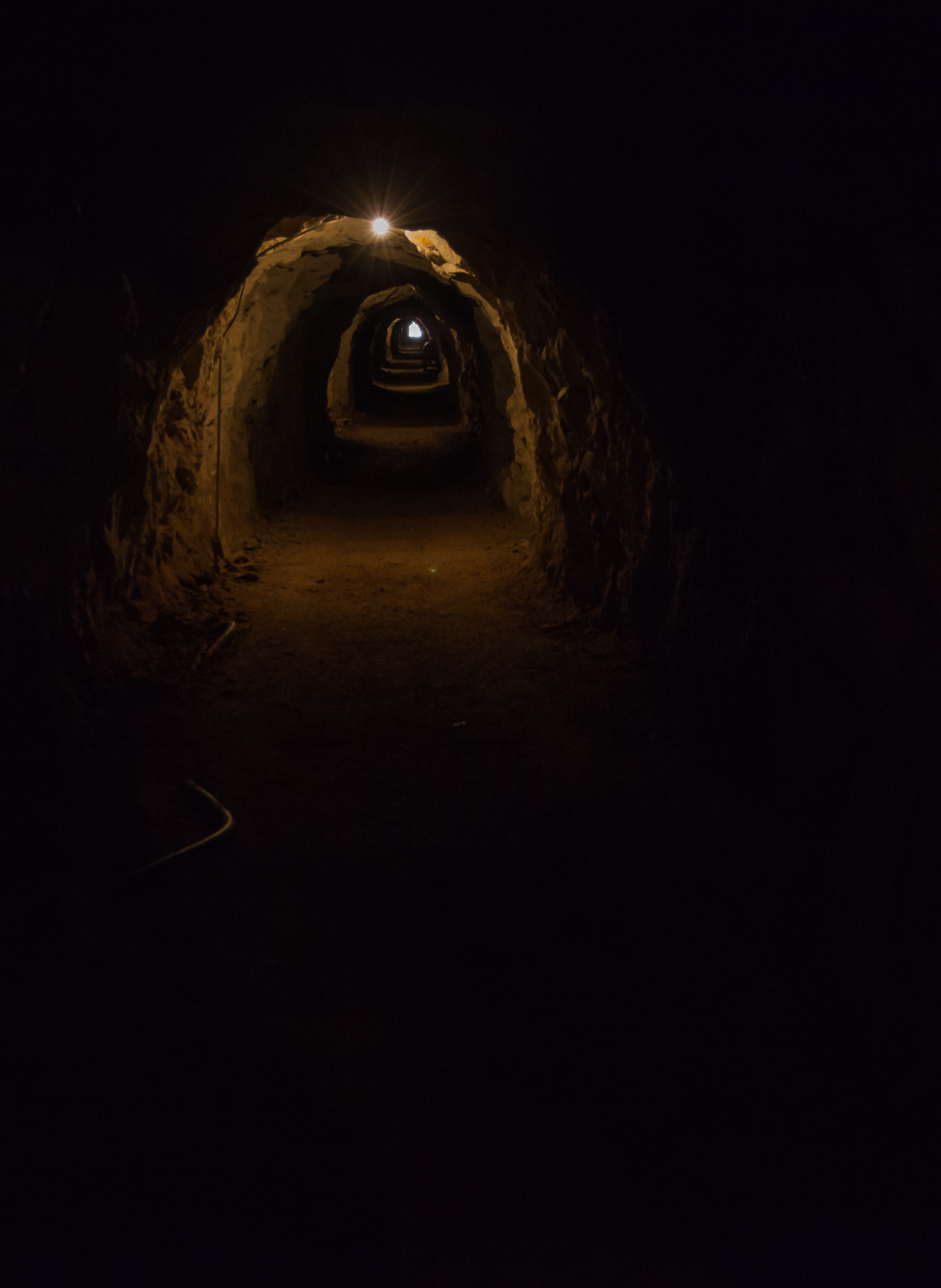
Túnel de la mina.

En el sitio se encuentran vestigios, testimonio de sus etapas históricas: la colonia, la inmigración e inversión inglesa en la región iniciando la era del vapor y la llegada de la electricidad con los inversores norteamericanos. Además se encuentran imágenes de las minas más importantes de la región, una sección de homenaje a mineros y hasta los primeros hornos de ladrillos en donde se hacían los tradicionales pastes para los trabajadores.
En la denominada Casa del Superintendente, su exhibición abarca instalaciones arquitectónicas, maquetas y fotografías que muestran el pasado de la propiedad, así como utensilios correspondientes a los múltiples oficios relacionados con la extracción de los metales.
El tour va desde los elevadores que utilizaban los mineros para bajar a los diferentes niveles, el famoso "hueco" la cual es una sala donde se comunicaban a través de clave morse; hasta el "Chacuaco" que es una especie de chimenea por donde salía el humo de las minas.
También se proporciona botas y casco para entrar a un socavón real de 450 metros de profundidad, donde se descubre las condiciones adversas en las que se laboraban. Los guías enseñan a identificar el mineral que hay en la tierra por el color que esta adquiere. La veta también es accesible para personas en silla de ruedas.